# Leopardo de Honor
El Leopardo de Honor es el premio con el que el Festival Internacional de Cine de Locarno homenajea todo el trabajo de una vida dedicada al cine. 
El premio especialmente tiene en cuenta el cine de autor y el rodaje audaz y creativo.

## Ganadores
Los agraciados con el premio son:
- 1989 Ennio Morricone
- 1990 Gian Maria Volontè
- 1991 Jacques Rivette
- 1992 Manoel de Oliveira
- 1993 Samuel Fuller
- 1994 Kira Muratowa
- 1995 Jean-Luc Godard
- 1996 Werner Schroeter
- 1997 Bernardo Bertolucci
- 1998 Joe Dante
- 1999 Daniel Schmid
- 2000 Paul Verhoeven y Paolo Villaggio
- 2001 Chen Kaige
- 2002 Sydney Pollack
- 2003 Ken Loach
- 2004 Ermanno Olmi
- 2005 Terry Gilliam, Abbas Kiarostami y Wim Wenders
- 2006 Alexander Sokurov
- 2007 Hou Hsiao-Hsien
- 2008 Amos Gitai
- 2009 William Friedkin
- 2010 Jia Zhangke y Alain Tanner
- 2011 Abel Ferrara
- 2012 Leos Carax
- 2013 Werner Herzog